# Campionati europei di bob 1997
I Campionati europei di bob 1997, trentunesima edizione della manifestazione organizzata dalla Federazione Internazionale di Bob e Skeleton, si sono disputati a Schönau am Königssee, in Germania, sulla pista omonima, il tracciato sul quale si svolsero le  rassegne continentali del 1971 (unicamente nel bob a due) e del 1992 (in entrambe le specialità maschili). La località dell'Alta Baviera sita al confine con l'Austria ha quindi ospitato le competizioni europee per la terza volta nel bob a due uomini e per la seconda nel bob a quattro.
Anche questa edizione si è svolta con la modalità della "gara nella gara", contestualmente alla quinta tappa della stagione di Coppa del Mondo 1996/97.

## Risultati

### Bob a due uomini
La gara si è svolta nell'arco di due manches ed hanno preso parte alla competizione 28 compagini in rappresentanza di 13 differenti nazioni.
| Pos. | Atleti                          | Nazione   |
| ---- | ------------------------------- | --------- |
|      | Günther Huber Antonio Tartaglia | Italia    |
|      | Sepp Dostthaler Thomas Platzer  | Germania  |
|      | Reto Götschi Guido Acklin       | Svizzera  |
| 4    | Christian Reich nd              | Svizzera  |
| 5    | Matthias Benesch nd             | Germania  |
| 6    | René Spies nd                   | Germania  |
| 7    | Hubert Schösser nd              | Austria   |
| 8    | Pavel Puškár nd                 | Rep. Ceca |
| 9    | Sandis Prūsis nd                | Lettonia  |
| 10   | Marcel Rohner nd                | Svizzera  |

### Bob a quattro
La gara si è svolta nell'arco di due manches ed hanno preso parte alla competizione 23 compagini in rappresentanza di 12 differenti nazioni.
| Pos.             | Atleti                                                      | Nazione     |
| ---------------- | ----------------------------------------------------------- | ----------- |
|                  | Reto Götschi Guido Acklin Daniel Giger Beat Seitz           | Svizzera    |
|                  | Marcel Rohner Markus Nüssli Thomas Schreiber Roland Tanner  | Svizzera    |
|                  | Dirk Wiese Christoph Bartsch Torsten Voss Michael Liekmeier | Germania    |
| Harald Czudaj nd | Germania                                                    |             |
| 5                | Wolfgang Hoppe nd                                           | Germania    |
| 6                | Hubert Schösser nd                                          | Austria     |
| 7                | Günther Huber nd                                            | Italia      |
| 8                | Sean Olsson nd                                              | Regno Unito |
| 9                | Bruno Mingeon nd                                            | Francia     |
| 10               | Christian Reich nd                                          | Svizzera    |

## Medagliere
| Pos.   | Paese    | Oro | Argento | Bronzo | Totale |
| ------ | -------- | --- | ------- | ------ | ------ |
| 1      | Svizzera | 1   | 1       | 1      | 3      |
| 2      | Italia   | 1   | 0       | 0      | 1      |
| 3      | Germania | 0   | 1       | 2      | 3      |
| Totale | Totale   | 2   | 2       | 2      | 7      |